# Ioriten

Das ioriten

Das Ioriten (japanisch 庵点) ist ein japanisches Notensatzzeichen, das benutzt wird, um den Anfang oder den nächsten Teil eines Liedes zu markieren. Es wird häufig in Renga- und Nō-Büchern verwendet. Der japanische Name erinnert an die Ähnlichkeit des Zeichens mit dem Dach eines kleinen Häuschens.
Das Zeichen ist in Unicode unter dem Codepunkt U+303D codiert, allerdings wird das Zeichen nur von wenigen Schriften unterstützt, weswegen häufig als Ersatz das Zeichen ♪ benutzt wird.